# Hermannov ranjenik
Hermannov ranjenik (lat. Anthyllis hermanniae), grmovita zimzelena trajnica iz roda ranjenika (Anthyllis), porodica Mahunarki (Fabaceae). Raširena je po Mediteranu: Grčka, Turska, Albanija i Hrvatska.
Postoji više podvrsta (7), od kojih je u Hrvatskoj autohtona samo A. hermanniae subsp. hermanniae.
- Anthyllis hermanniae subsp. brutia Brullo & Giusso; Italija
- Anthyllis hermanniae subsp. corsica Brullo & Giusso; Korzika
- Anthyllis hermanniae subsp. ichnusae Brullo & Giusso; Sardinija
- Anthyllis hermanniae subsp. japygica Brullo & Giusso; Italija
- Anthyllis hermanniae subsp. melitensis Brullo & Giusso; Malta
- Anthyllis hermanniae subsp. sicula Brullo & Giusso; Sicilija

## Vanjske poveznice
|  | Zajednički poslužitelj ima stranicu o temi Anthyllis hermanniae    |
|  | Zajednički poslužitelj ima još gradiva o temi Anthyllis hermanniae |
|  | Wikivrste imaju podatke o taksonu Anthyllis hermanniae             |

## Galedrfija
- A. hermanniae
- A. hermanniae
- A. hermanniae